# 4300 Marg Edmondson
4300 Marg Edmondson eller 1955 RG1 är en asteroid i huvudbältet, som upptäcktes 18 september 1955 av Indiana Asteroid Program vid Indiana University Bloomington med Goethe Link Observatory. Asteroiden har fått sitt namn efter Margaret Russell Edmondson, dotter till den amerikanska astronomen Henry Norris Russell och fru till astronomen Frank Kelley Edmondson.
Asteroiden har en diameter på ungefär 3 kilometer.